# Décès en septembre 1993
Décès
- 1989
- 1990
- 1991
- 1992
- 1993
- 1994
- 1995
- 1996
- 1997

Pour une information complémentaire, voir la page d'aide.

| Date          | Nom                            | Activités                                                        | Âge | Source |
| ------------- | ------------------------------ | ---------------------------------------------------------------- | --- | ------ |
| 1er septembre | Antonio Anguera                | footballeur espagnol                                             | 72  | (en)   |
| 4 septembre   | Christian Di Maggio            | accordéoniste de concert français                                | 52  |        |
| 5 septembre   | Virgilio Mortari               | compositeur italien                                              | 90  |        |
| 6 septembre   | Lucien Ardenne                 | peintre français                                                 | 79  |        |
| 8 septembre   | Albert Roosens                 | Footballeur belge                                                | 77  |        |
| 12 septembre  | Raymond Burr                   | acteur canadien                                                  | 76  |        |
| 12 septembre  | Pierre Adrien Ekman            | peintre, décorateur et écrivain français                         | 89  |        |
| 12 septembre  | Walter Ganshof van der Meersch | juriste, magistrat, professeur de droit et homme politique belge | 93  | (nl)   |
| 13 septembre  | Frederick Campion Steward      | botaniste britannique                                            | 89  |        |
| 13 septembre  | Berthe Marcou                  | peintre et graveuse française                                    | 79  |        |
| 17 septembre  | James Griffith                 | acteur et scénariste américain                                   | 77  |        |
| 18 septembre  | Nida Tüfekçi                   | joueur de saz et chanteur turc                                   | 64  | (tr)   |
| 20 septembre  | Erich Hartmann                 | As allemand, détenteur du record de victoires aériennes          | 71  |        |
| 21 septembre  | Ian Stuart Donaldson           | chanteur et créateur du groupe Skrewdriver                       | 36  |        |
| 21 septembre  | Fernand Ledoux                 | comédien belge                                                   | 96  |        |
| 22 septembre  | Maurice Abravanel              | chef d'orchestre américain                                       | 90  |        |
| 28 septembre  | Paul Giguet                    | coureur cycliste français                                        | 78  |        |
| 29 septembre  | Gordon Douglas                 | réalisateur, acteur, scénariste et producteur américain          | 85  |        |
| 30 septembre  | Jean Brun                      | coureur cycliste suisse                                          | 66  |        |